# カロリーネ・マリアンネ・ツー・メクレンブルク
カロリーネ・シャルロッテ・マリアンネ・ツー・メクレンブルク（Caroline Charlotte Marianne Herzogin zu Mecklenburg[-Strelitz], 1821年1月10日 - 1876年6月1日）は、ドイツのメクレンブルク＝シュトレーリッツ大公家の一員で、デンマーク王フレゼリク7世の2番目の妃。夫の即位以前に離婚し、王妃にはなれなかった。

## 生涯
メクレンブルク＝シュトレーリッツ大公ゲオルクとその妻でヘッセン＝カッセル＝ルンペンハイム方伯フリードリヒ（3世）の娘であるマリーの間の第3子、次女として生まれた。1841年6月10日にノイシュトレーリッツにおいて、デンマーク王太子フレゼリクと結婚した。フレゼリクは同族のヴィルヘルミーネ王女と離婚しており、この結婚は再婚だった。
粗暴で酒好き、かつ女たらしの夫との結婚生活は悲惨というほかなく、夫婦の間に子供が授かることも無かった。カロリーネ・マリアンネは1844年に実家を訪れた際、デンマークへの帰国を拒否して、1846年には離婚を成立させた。その後はノイシュトレーリッツの宮廷で静かに暮らした。